# العلاقات الأذربيجانية اليمنية
العلاقات الأذربيجانية اليمنية هي العلاقات الثنائية التي تجمع بين أذربيجان واليمن.

## مقارنة بين البلدين
هذه مقارنة عامة ومرجعية للدولتين:
| وجه المقارنة                                              | أذربيجان        | اليمن         |
| --------------------------------------------------------- | --------------- | ------------- |
| المساحة (كم2)                                             | 86,600          | 555,000       |
| عدد السكان (نسمة)                                         | 10 مليون        | 28.25 مليون   |
| الكثافة السكانية (ن./كم²)                                 | 115.47          | 50.9          |
| العاصمة                                                   | باكو            | صنعاء، عدن    |
| اللغة الرسمية                                             | اللغة الأذرية   | اللغة العربية |
| العملة                                                    | مانات أذربيجاني | ريال يمني     |
| الناتج المحلي الإجمالي (بليون دولار)                      | 40.75 مليار     | 18.21 مليار   |
| الناتج المحلي الإجمالي (تعادل القوة الشرائية) بليون دولار | 171.56 مليار    | 75.69 مليار   |
| الناتج المحلي الإجمالي الاسمي للفرد دولار أمريكي          | 5.50 ألف        | 1.41 ألف      |
| الناتج المحلي الإجمالي للفرد دولار أمريكي                 | 17.52 ألف       |               |
| مؤشر التنمية البشرية                                      | 0.751           | 0.498         |
| رمز المكالمات الدولي                                      | +994            | +967          |
| رمز الإنترنت                                              | .az             | .ye           |
| المنطقة الزمنية                                           | ت ع م+04:00     | ت ع م+03:00   |

## منظمات دولية مشتركة
يشترك البلدان في عضوية مجموعة من المنظمات الدولية، منها:
| علم المنظمة | اسم المنظمة                               | تاريخ انضمام أذربيجان | تاريخ انضمام اليمن |
| ----------- | ----------------------------------------- | --------------------- | ------------------ |
|             | مؤسسة التنمية الدولية                     | 31 مارس 1995          | 22 مايو 1970       |
|             | الأمم المتحدة                             | 2 مارس 1992           | 30 سبتمبر 1947     |
|             | منظمة التعاون الإسلامي                    | 1991                  | ?                  |
|             | منظمة الشرطة الجنائية الدولية             | ?                     | ?                  |
|             | المركز الدولي لتسوية المنازعات الاستشارية | 18 أكتوبر 1992        | 20 نوفمبر 2004     |
|             | الاتحاد الدولي للاتصالات                  | 10 أبريل 1992         | 1931               |
|             | البنك الدولي للإنشاء والتعمير             | 18 سبتمبر 1992        | 3 أكتوبر 1969      |
|             | الاتحاد البريدي العالمي                   | ?                     | ?                  |
|             | منظمة حظر الأسلحة الكيميائية              | ?                     | ?                  |
|             | مؤسسة التمويل الدولية                     | 11 أكتوبر 1995        | 22 مايو 1970       |
|             | وكالة ضمان الاستثمار متعدد الأطراف        | 23 سبتمبر 1992        | 12 مارس 1996       |
|             | يونسكو                                    | 3 يونيو 1992          | 2 أبريل 1962       |

## وصلات خارجية
- موقع وزارة الخارجية الأذربيجانية